# Albrecht, hertig av Württemberg
Albrecht, hertig av Württemberg (tyska: Albrecht Maria Alexander Philipp Joseph von Württemberg), född 23 december 1865 i Wien i Österrike, död 31 oktober 1939 i Altshausen i Tyskland, var Württembergs siste tronföljare, tysk officer under första världskriget och överhuvud för huset Württemberg från 1921 fram till hans död. 

## Biografi
Han var son till hertig Philipp och Maria Theresia. 
Utnämnd till officer 1885, och befordrad till generalmajor 1898. 1906 blev han utsedd till armékårschef. 1913 blev han generalöverste och generalinskeptör över 6:e arméinspektionen. Han var befälhavare för den fjärde tyska armén i Belgien under första världskriget, och vann med denna slaget vid Neuf chateau 23 augusti 1914. I oktober 1914 förflyttades hans armé till Flandern. Han blev befordrad till generalfältmarskalk i augusti 1916. Han fick även Pour le Mérite i augusti 1915.
I februari 1917 blev Albrecht armégruppchef vid fronten i Elsass och Lothringen, i vilken befattning han kvarstod till krigets slut.
Han gifte sig i Wien den 24 januari 1893 med ärkehertiginnan Margarete Sophie, en dotter till ärkehertig Karl Ludwig.
Albrecht blev överhuvud för huset Württemberg när den siste kungen, Vilhelm II dog 1921.
Han dog i Altshausen den 29 oktober 1939 och efterträddes som överhuvud för huset Württemberg av sin äldste son hertig Philipp Albrecht.

## Barn
- Philipp Albrecht, hertig av Württemberg (1893−1975)
- Albrecht Eugen av Württemberg (1895-1954) gift med prinsessan Nadejda av Bulgarien (1899-1958), dotter till kung Ferdinand I. De fick fem barn.
- Karl Alexander av Württemberg (1896−1964)
- Maria Amalia av Württemberg (1897−1923)
- Maria Theresa av Württemberg (1898−1928), nunna
- Maria Elisabeth av Württemberg (1899−1900)
- Margarita Maria av Württemberg (1902−1945), ogift, skjuten av misstag av amerikansk soldat i andra världskrigets slutskede

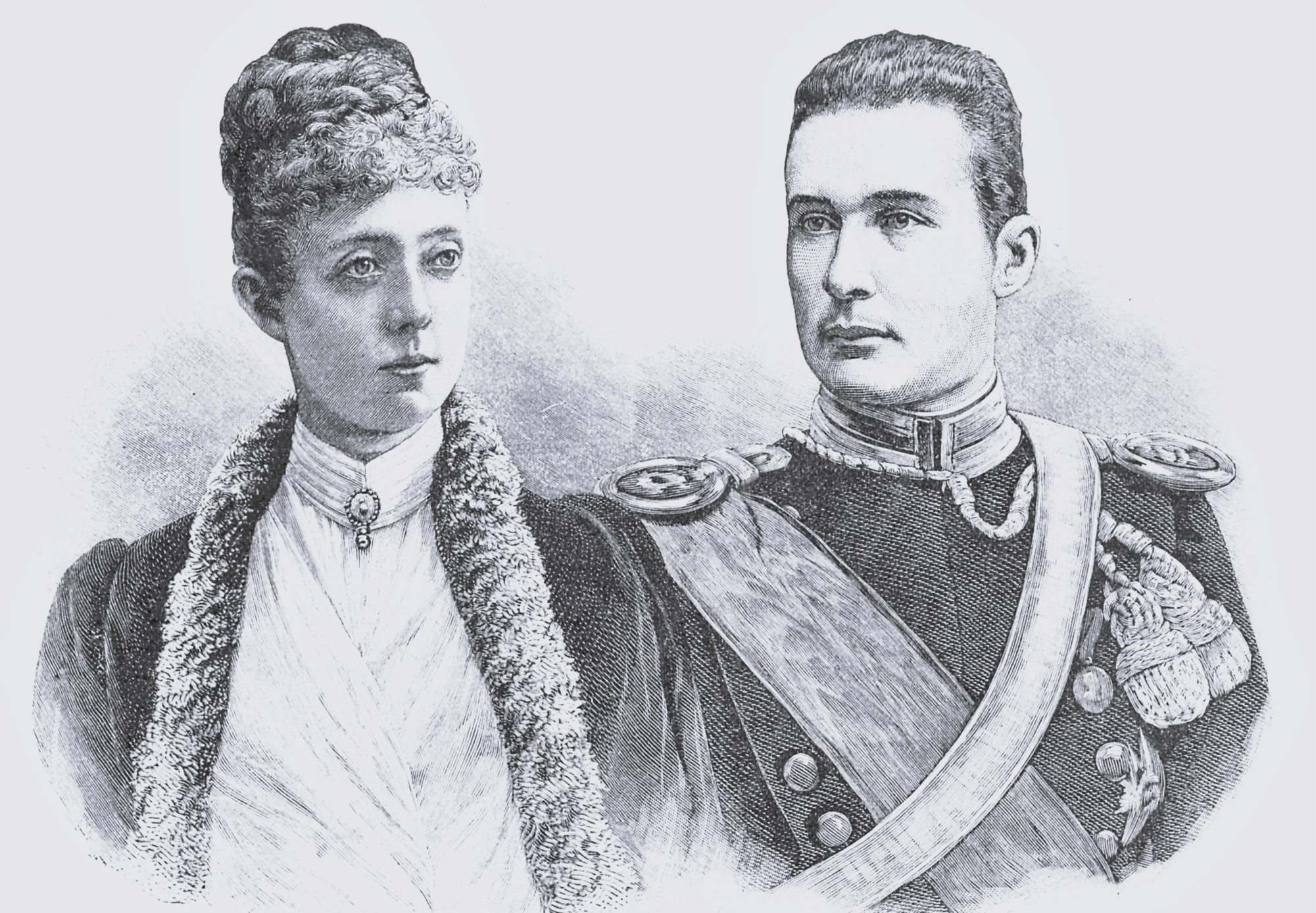
Ärkehertiginnan Margaretha Sophie av Österrike och hennes gemål hertig Albrecht av Württemberg.